# Kyselina bromistá
Kyselina bromistá je anorganická sloučenina se vzorcem HBrO4. Jedná se o kyslíkatou kyselinu bromu, brom má oxidační číslo VII. Je to nejméně stabilní kyselina z řady kyslíkatých kyselin halogenů v oxidačním čísle VII. Bezvodou kyselinu bromistou se dosud nepodařilo připravit.
Nelze ji připravit záměnou chloru v kyselině chloristé, první příprava byla provedena pomocí β-přeměny selenanu:
{\displaystyle \mathrm {^{83}SeO_{4}^{2-}\ {\xrightarrow {\beta ^{-}}}\ ^{83}BrO_{4}^{-}\ {\xrightarrow {\beta ^{-}}}\ ^{83}Kr+2\ O_{2}} }
Její soli, bromistany, se připravují oxidací roztoků alkalických bromičnanů plynným fluorem:
KBrO3 + F2 + 2 KOH → KBrO4 + 2 KF + H2O
Kyselina bromistá je silná kyselina a také silné oxidační činidlo. Rozkládá se za vzniku kyseliny bromičné a kyslíku. Se zásadami reaguje za vzniku bromistanů.
2 HBrO4 → 2 HBrO3 + O2